# Pedro Laxague

Bischofswappen von Pedro María Laxague

Pedro María Laxague (* 14. September 1952 in Coronel Pringles, Provinz Buenos Aires, Argentinien) ist ein argentinischer Geistlicher und römisch-katholischer Bischof von Zárate-Campana.

## Leben
Pedro Laxague empfing am 15. Juli 1989 das Sakrament der Priesterweihe.
Am 14. November 2006 ernannte ihn Papst Benedikt XVI. zum Titularbischof von Castra Severiana und bestellte ihn zum Weihbischof in Bahía Blanca. Der Erzbischof von Bahía Blanca, Guillermo Garlatti, spendete ihm am 21. Dezember desselben Jahres die Bischofsweihe; Mitkonsekratoren waren der emeritierte Erzbischof von Bahía Blanca, Jorge Mayer, der Bischof von Alto Valle del Río Negro, Néstor Hugo Navarro, sowie der Bischof von Viedma, sein leiblicher Bruder Esteban María Laxague SDB.
Papst Franziskus ernannte ihn am 3. November 2015 zum Bischof von Zárate-Campana. Die Amtseinführung fand am 19. Dezember desselben Jahres statt.